# ایگناتس فون رودهارت
ایگناتس فون رودهارت (انگلیسی: Ignaz von Rudhart؛ ۱۱ مارس ۱۷۹۰ – ۱۱ مهٔ ۱۸۳۸ (۴۸ سال)) یک سیاست‌مدار اهل پادشاهی بایرن بود.